# John Murray (écrivain)
Pour les articles homonymes, voir John Murray et Murray.
John Murray (né à New York le 12 octobre 1906 et mort le 17 juin 1984 dans le Connecticut) est un écrivain et dramaturge américain.
Il est notamment coauteur, avec Allen Boretz, de la pièce Room Service en 1937 qui a donné une adaptation cinématographique appelée Panique à l'hôtel (titre français), avec les Marx Brothers.

## Sources
- Marlo M. Ihler, John Murray and Allen Boretz of Room Service. Insights, 2006 « http://www.bard.org/education/studyguides/roomservice/roomplaywright.html »(Archive.org • Wikiwix • Archive.is • Google • Que faire ?)